# Amstel Gold Race 2013

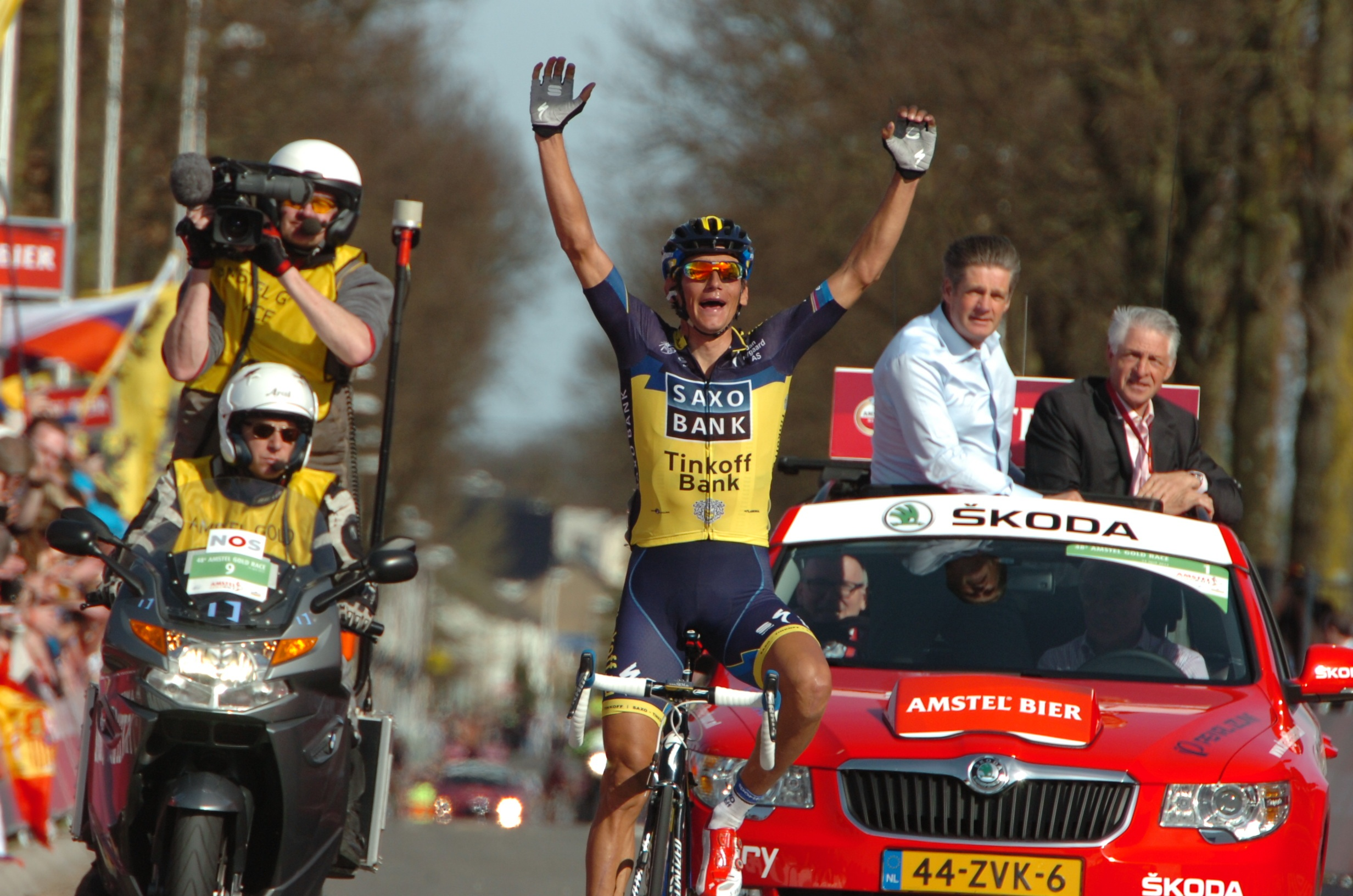
Roman Kreuziger, vencedor de la cursa.

L'Amstel Gold Race 2013 fou la 48a edició de l'Amstel Gold Race i es va disputar el 14 d'abril de 2013, sobre un recorregut de 251,8 km, entre Maastricht i Valkenburg. Aquesta era l'onzena prova de l'UCI World Tour 2013 i primera del tríptic de les Ardenes, abans de la Fletxa Valona i la Lieja-Bastogne-Lieja.
El txec Roman Kreuziger (Team Saxo-Tinkoff) fou el vencedor final, en arribar en solitari a l'arribada a Valkenburg després d'atacar a manca de 7 km per a l'arribada. Vint-i-dos segons rere seu arribà un grup perseguidor, en què Alejandro Valverde (Movistar Team) i 
Simon Gerrans (Orica-GreenEDGE) acabaren segon i tercer respectivament.
Anteriorment destacà la cursa realitzada pel basc Mikel Astarloza (Euskaltel–Euskadi), que rodà escapat durant bona part de la cursa, primer en companyia i a manca de 45 km en solitari, però que fou neutralitzat per un petit grup en què hi havia el posterior vencedor de la cursa, Roman Kreuziger, a manca de 13 km. El català Joaquim Rodríguez (Team Katusha) es va veure obligat a abandonar per culpa d'una caiguda produïda en l'ascensió al Kruisberg, una de les nombroses cotes que havien de superar els ciclistes durant la cursa.

## Equips participants
En la present edició de l'Amstel Gold Race hi prenen part 25 equips, els 19 proTour, automàticament convidats i obligats a participar-hi, i 6 de categoria continental:
| Núm.    | Codi | Equip                   |
| ------- | ---- | ----------------------- |
| 1-8     | AST  | Astana Qazaqstan Team   |
| 11-18   | ALM  | AG2R La Mondiale        |
| 21-28   | BLA  | Blanco Team             |
| 31-38   | BMC  | BMC Racing Team         |
| 41-48   | CAN  | Cannondale              |
| 51-58   | EUS  | Euskaltel–Euskadi       |
| 61-68   | FDJ  | FDJ                     |
| 71-78   | KAT  | Team Katusha            |
| 81-88   | LAM  | Lampre-Merida           |
| 91-98   | LTB  | Lotto-Belisol           |
| 101-108 | MOV  | Movistar Team           |
| 111-118 | OPQ  | Omega Pharma-Quick Step |
| 121-128 | OGE  | Orica-GreenEDGE         |

| Núm.    | Codi | Equip                       |
| ------- | ---- | --------------------------- |
| 131-138 | SKY  | Team Sky                    |
| 141-148 | ARG  | Argos-Shimano               |
| 151-158 | GRS  | Garmin-Sharp                |
| 161-168 | RLT  | RadioShack-Leopard          |
| 171-178 | TST  | Team Saxo-Tinkoff           |
| 181-188 | VCD  | Vacansoleil-DCM             |
| 191-198 | AJW  | Accent Jobs-Wanty           |
| 201-208 | CRE  | Crelan-Euphony              |
| 211-218 | IAM  | IAM                         |
| 221-228 | TNE  | NetApp-Endura               |
| 231-238 | EUC  | Team Europcar               |
| 241-248 | TSV  | Topsport Vlaanderen-Baloise |

## Recorregut
L'arribada d'aquesta edició de l'Amstel Gold Race no es fa al cim del Cauberg, tal com s'havia estat fent des del 2003, sinó que l'organització va decidir desplaçar l'arribada 1800 metres més enllà del cim del Cauberg per tal d'afavorir la lluita entre els corredors i diversificar el tipus de vencedor final.
A més a més es va incorporar un nou bucle a la part final de la cursa, fent que el Cauberg sigui ascendit en quatre ocasions, la penúltima a manca de 20 km i intercalant l'ascensió a les cotes de Geulhemmerberg i Bemelerberg.

## Classificació final
|    | Ciclista                 | Equip                   | Temps      | World Tour Punts |
| -- | ------------------------ | ----------------------- | ---------- | ---------------- |
| 1  | Roman Kreuziger (CZE)    | Team Saxo-Tinkoff       | 6h 35' 21" | 80               |
| 2  | Alejandro Valverde (ESP) | Movistar Team           | + 22"      | 60               |
| 3  | Simon Gerrans (AUS)      | Orica-GreenEDGE         | + 22"      | 50               |
| 4  | Michał Kwiatkowski (POL) | Omega Pharma-Quick Step | + 22"      | 40               |
| 5  | Philippe Gilbert (BEL)   | BMC Racing Team         | + 22"      | 30               |
| 6  | Sergio Henao (COL)       | Team Sky                | + 22"      | 22               |
| 7  | Björn Leukemans (BEL)    | Vacansoleil-DCM         | + 22"      | 14               |
| 8  | Pieter Weening (NED)     | Orica-GreenEDGE         | + 22"      | 10               |
| 9  | Enrico Gasparotto (ITA)  | Astana Qazaqstan Team   | + 22"      | 6                |
| 10 | Bauke Mollema (NED)      | Blanco Team             | + 22"      | 2                |